# Radiofyr
En radiofyr är en radiosändare som sänder ut radiosignaler för att användas som navigeringshjälpmedel. De fartyg eller flygplan som ska använda radiofyren har instrument som kan identifiera radiofyren och ange i vilken riktning den befinner sig. Under det tidiga 1900-talet byggdes det upp kedjor av radiofyrar runt om i Europa, grupperade så att det i alla farvatten fanns flera pejlbara fyrar vars ortlinjer tillsammans kunde ge en tillförlitlig positionsbestämning. De var antingen rundstrålande (krävde en speciell pejlstation ombord) eller riktade (CONSOL-systemet, som kunde användas med hjälp av en vanlig radiomottagare).

## Olika typer av radiofyrar
En oriktad radiofyr sänder samma signal i alla riktningar och är avsedd att pejlas från fartyg och flygplan. Om en mottagare pejlar två eller flera fyrar på kända positioner kan mottagarens egen position bestämmas som skärningspunkten mellan bäringarna till de olika fyrarna. Oriktade radiofyrar för flyget kallas NDB, Non-Directional radio Beacon. Fyrar för sjöfarten kallas RC, Circular Radio beacon, men har avvecklats på senare tid. Även andra radiostationer på kända positioner, exempelvis rundradiostationer, kan utnyttjas för pejling.
En riktad radiofyr växlar på ett rytmiskt sätt mellan två olika riktade sändarantenner. En mottagare som befinner sig på en bäring precis mitt emellan dessa riktningar tar emot båda signalerna lika starkt och hör då bara en jämn signal. Men redan vid små avvikelser från denna bäring framträder en av de två signalerna och anger därmed hur farkosten ska styra för att hitta tillbaka till "rätt" bäring. Riktade radiofyrar för sjöfarten kallas RD, Directed Radio beacon, men har nu avvecklats. Inom flyget används tekniken i kombination med visarinstrument för instrumentlandningssystem, ILS, men den har historiskt även använts för att markera luftleder i fred och bombmål i krig.
En roterande radiofyr sänder en signal som sveper runt horisonten. En mottagare uppfattar därför signalen vid olika tidpunkt beroende på dess bäring till fyren. Fyren sänder dessutom en annan signal som anger för alla lyssnare när svepet passerar nordriktningen. Utifrån detta kan mottagaren beräkna sin bäring till fyren. Telefunkens kompassändare från zeppelinartiden var en roterande radiofyr som navigatören avlyssnade och med ett speciellt tidtagarur fick fram bäringen till. Flygets VOR-fyrar, Very high frequency Omnidirectional Range, bygger i grunden på samma princip. Mellan ungefär 1950 och 1970 fanns i Sverige även talfyrar som sände en inspelad röst som läser upp bäringen till fyren i en riktning i taget.
En hyperbelnavigeringsfyr ingår i en grupp av fyrar som sänder synkroniserade signaler. En mottagare mäter skillnaden i tid mellan signalerna från de olika fyrarna i gruppen och kan av detta beräkna sin position i förhållande till fyrarna. Orter med samma skillnad i avstånd till två fyrar ligger på en hyperbellinje, vilket gett fyrtypen sitt namn. Principen är inte olik den som används vid satellitnavigering, exempelvis GPS. Bland hyperbelnavigeringssystemen kan nämnas Decca för kustnära navigering, Loran-C för större områden och Omega för positionsbestämning över hela jorden. Alla dessa system har eller håller på att utkonkurreras av satellitnavigering.
En svarande radarfyr är en fyr som svarar på radarpulser med en identifieringssignal. En RACON är en svarande radiofyr för sjöfart. När fartygets radarsignal når fyren, skickar den dels ett omedelbart eko, dels ett antal fördröjda ekon. På fartygets radar syns RACON-fyren därför som en prick på fyrens position samt ett antal korta och långa streck bort från denna prick. Strecken utgör en morse-kod som identifierar fyren.